# Trnovica (Kolašin)
Pour les articles homonymes, voir Trnovica.
Trnovica (en serbe cyrillique : Трновица) est un village du centre du Monténégro, dans la municipalité de Kolašin.

## Démographie

### Évolution historique de la population
| 1948 | 1953 | 1961 | 1971 | 1981 | 1991 | 2003 |
| ---- | ---- | ---- | ---- | ---- | ---- | ---- |
| 117  | 95   | 108  | 103  | 92   | 37   | 21   |